# (6116) Still
(6116) Still est un astéroïde de la ceinture principale.

## Description
(6116) Still est un astéroïde de la ceinture principale. Il fut découvert le 26 octobre 1984 à la station Anderson Mesa par Edward L. G. Bowell. Il présente une orbite caractérisée par un demi-grand axe de 2,99 UA, une excentricité de 0,10 et une inclinaison de 0,8° par rapport à l'écliptique.
Cet astéroïde est nommé en l'honneur du compositeur américain William Grant Still (1895-1978).

## Compléments